# 陳怡萱
陳怡萱（1997年11月27日—）為臺灣女子籃球運動員，現效力於電信女籃。陳怡萱出身桃園忠貞國小，國中到宜蘭就讀員山國中，國中畢業後回到桃園讀高中，讀未滿一學期就轉學到治平高中，只替治平打了幾場比賽就休學，在國中教練以及南湖高中教練鄭維宜鼓勵下重返球場降轉南湖，大學進入國立臺灣師範大學就讀，大四擔任球隊的副隊長，2021年7月在WSBL選秀第一輪第二順位獲得電信女籃青睞。

## 外部連結
- 陳怡萱在Eurobasket.com（球員）（英语）